# Katzenbuckelbrücke (Köln)

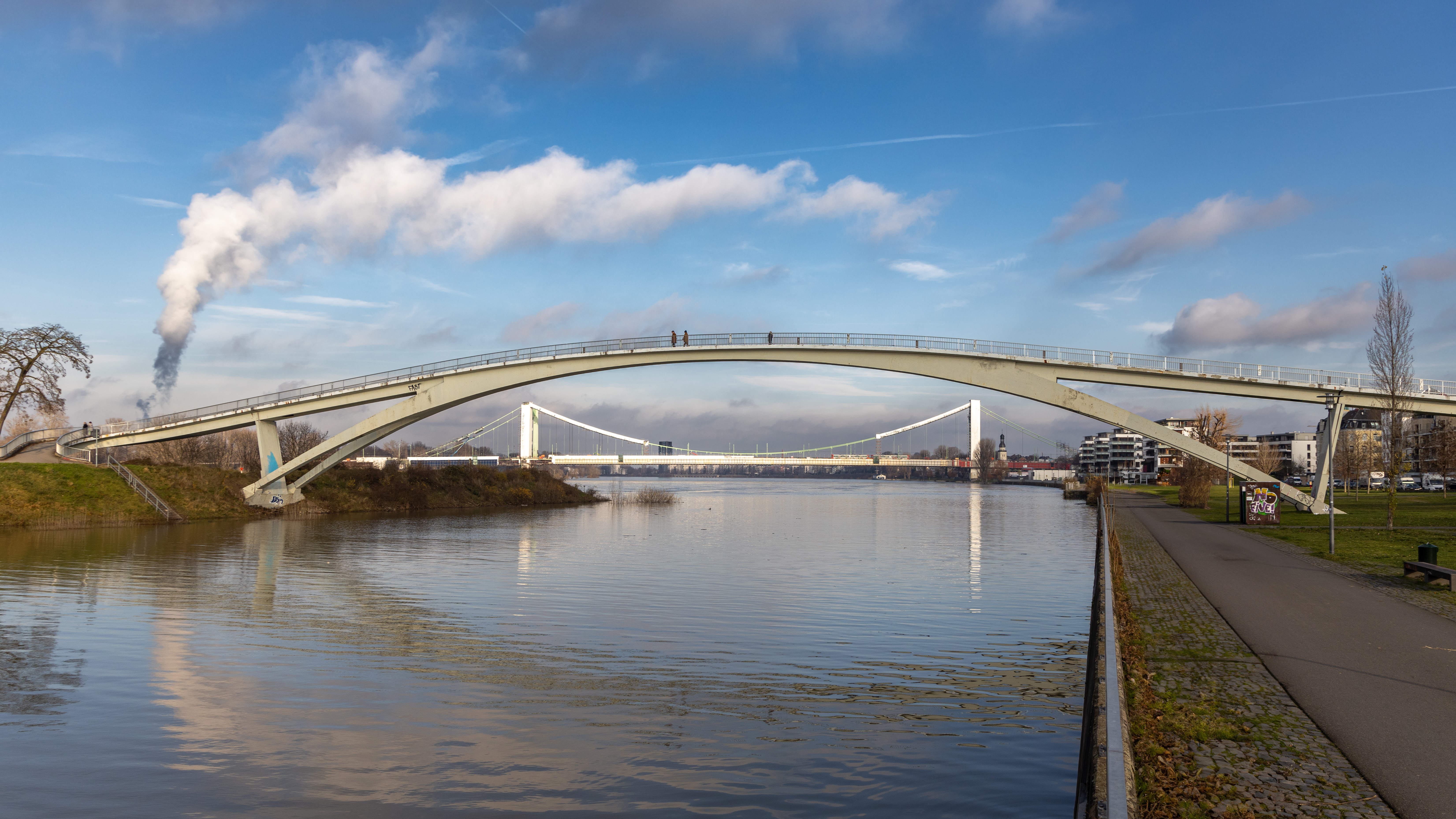
Die Katzenbuckelbrücke in Köln-Mülheim (2023)

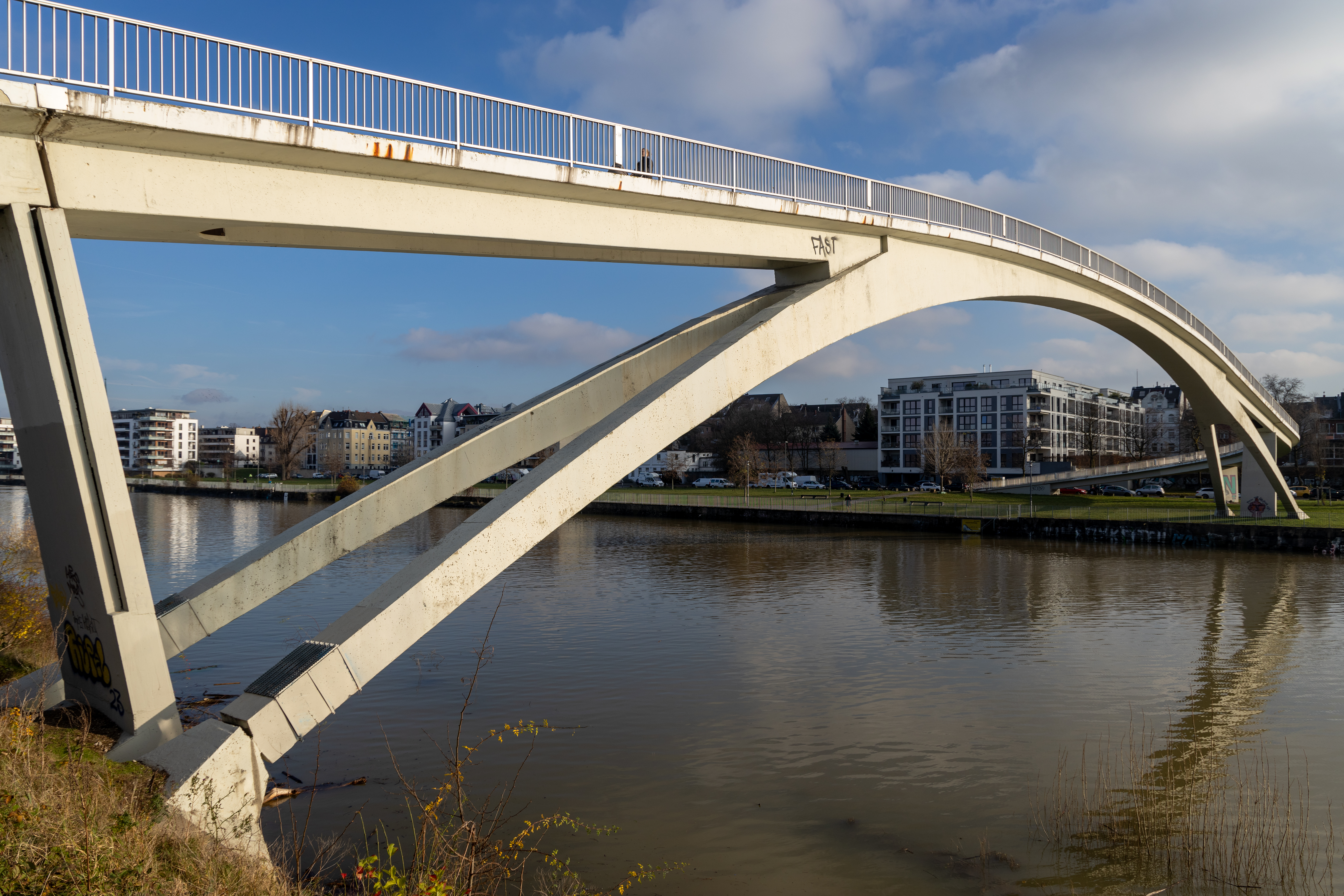
Die Brücke aus der Nähe (2023)

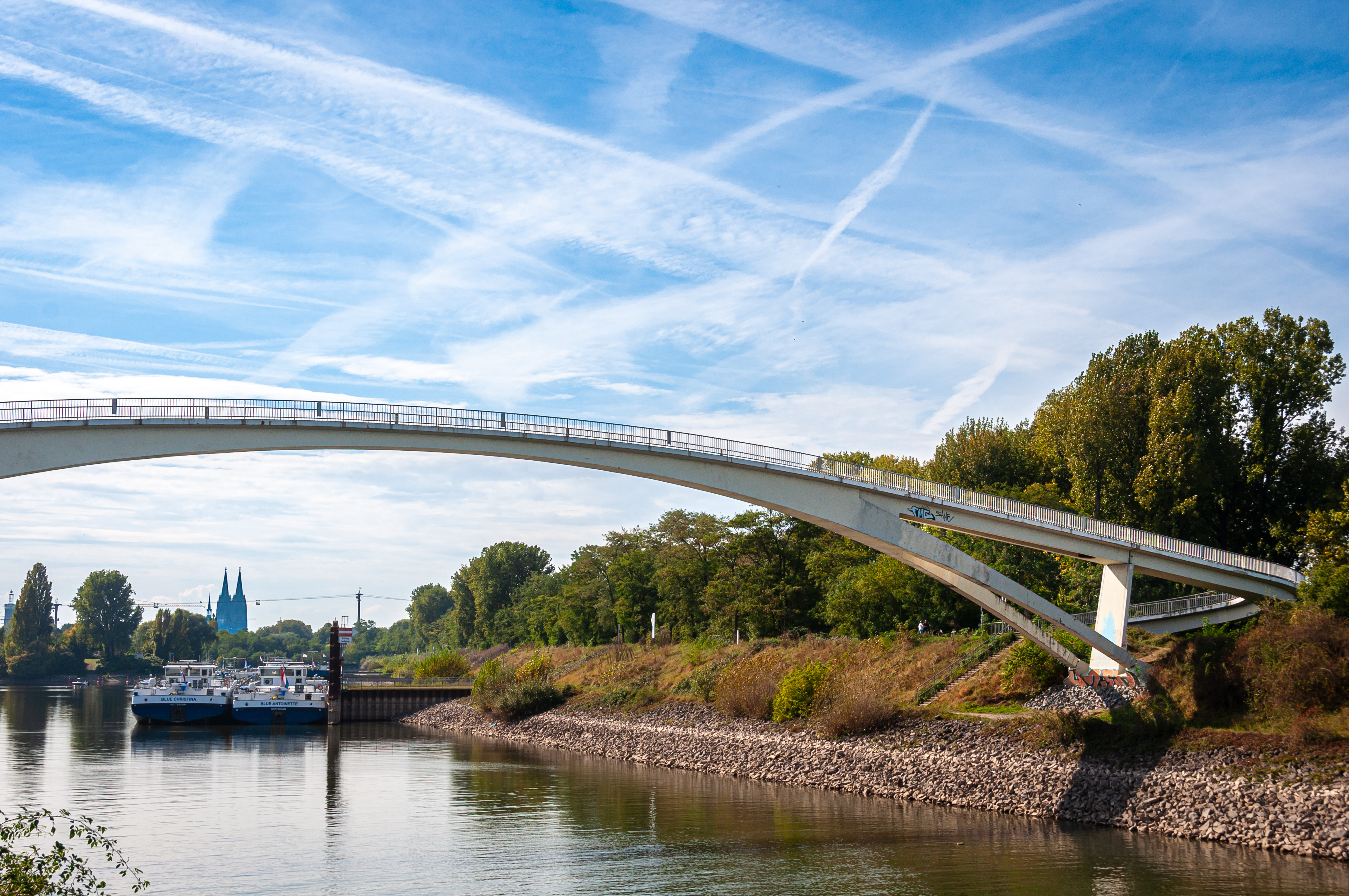
Blick auf den Dom (2024)

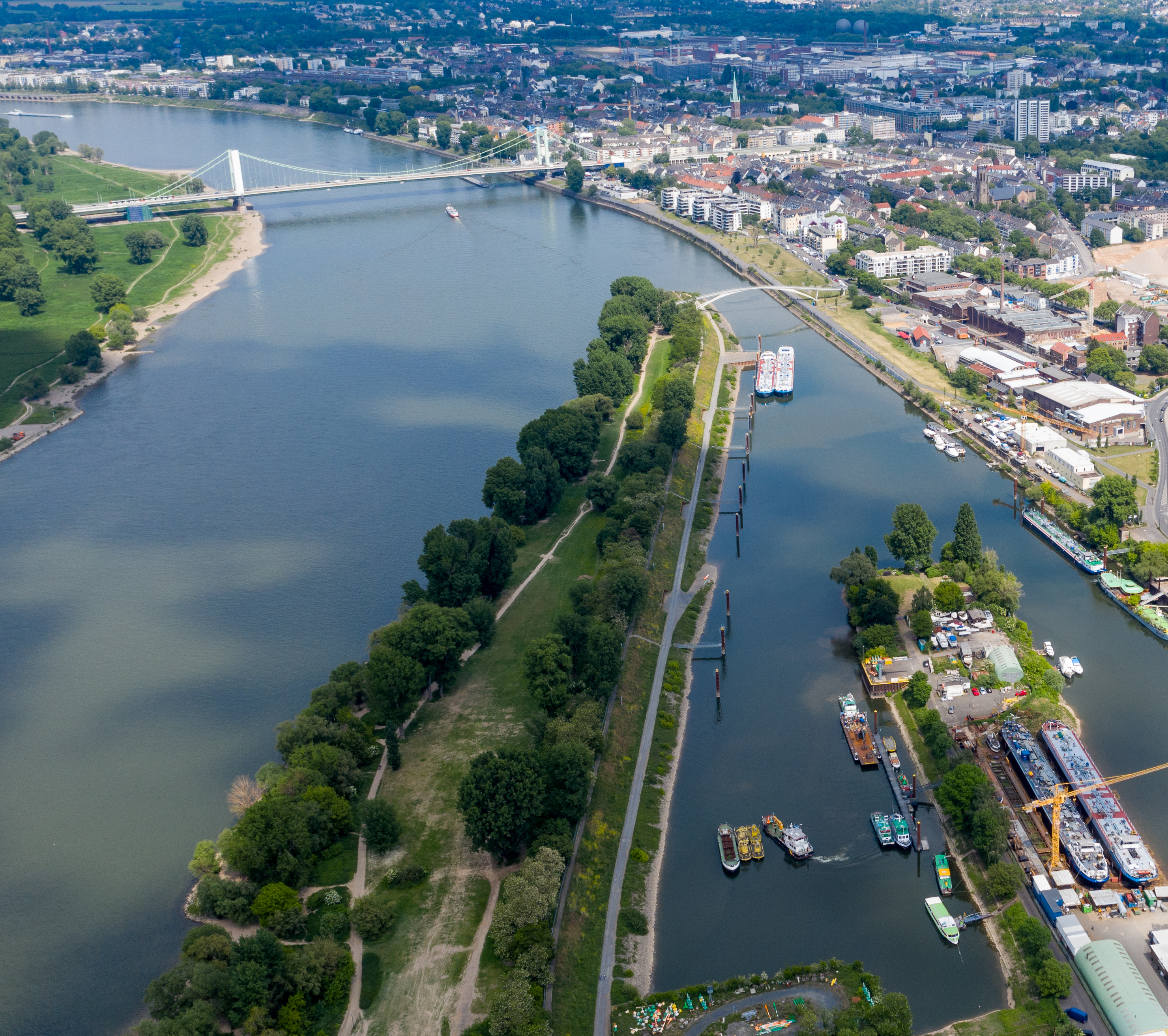
Luftaufnahme 2020 des Mülheimer Hafens mit der Katzenbuckelbrücke (oben rechts), nördlich ist die Mülheimer Brücke zu sehen

Die Katzenbuckelbrücke (eigentlich Mülheimer Hafenbrücke, auch Drachenbrücke oder Katzenkopfbrücke genannt) ist eine Fußgängerbrücke in Köln-Mülheim, die seit 1957 das Mülheimer Ufer mit der Mülheimer Rheinhalbinsel verbindet.

## Beschreibung
Die Katzenbuckelbrücke überspannt die Einfahrt des Mülheimer Hafens: Sie verbindet das östliche Rheinufer in Höhe der Hafenstraße mit der nordöstlichen Spitze des Kölner Jugendparks auf der Katzenkopf genannten  Rheinhalbinsel. Südlich schließt sich dort der Rheinpark an.
Die Bogenbrücke besteht aus Spannbeton. Die Spannweite ihres Bogens beträgt 90,50 Meter; die Gesamtstützweite 171,40 Meter. Nach Angabe im Architekturführer von Helmut Fußbroich liegt der Scheitelpunkt der Brücke 13 Meter über dem Wasserspiegel des höchsten Schifffahrtswasserstandes (HWS), was einer Höhe von rund 18 m über dem Mittelwasser (Zehnjahresdurchschnitt) entspricht.
Der drei Meter breite Fußgängerweg auf der Brücke, der bis zu 14 Prozent Steigung aufweist, beginnt parallel zur Hafenstraße und wird dann in einem weiten Bogen über das Hafengelände geführt. Er verläuft auf dem Bauwerk, das sich, gestützt von einem Schrägpfeiler, mit Hilfe des rund 90 Meter langen Bogens über das Wasser schwingt, um, von einem Pendelglied unterstützt, gegenüber auf dem Scheitel des Hafendamms aufzusetzen. Der tragende Bogen mit beidseitig offenen Spandrillen ist, sich in zwei Finger spaltend, auf Einzelfundamenten gelagert.
Die Brücke, eigentlich Mülheimer Hafenbrücke, ist als Katzenbuckelbrücke, aber auch als Drachenbrücke oder Katzenkopfbrücke bekannt. Das Bauwerk diente als Vorbild für kleinere Bauten im übrigen Stadtgebiet, etwa an der Autobahn-Anschlussstelle Köln-Mülheim und der Severinsbrücke.

## Geschichte
1937 wurde der erste Entwurf zum Bau einer Brücke über das Mülheimer Hafenbecken entwickelt, um der Bevölkerung den Zugang zum Rhein zu erleichtern, der durch den Hafen versperrt war. Geplant war eine Stahlkonstruktion mit Treppenanlage, die die Einfahrt zum Hafen überspannen sollte. Aus Kostengründen wurde das Projekt aber nicht verwirklicht.
Anlässlich der Bundesgartenschau 1957 wurde der Plan zum Bau einer Brücke an dieser Stelle wieder aufgenommen: Der Architekt Bernhard Hermkes konstruierte sie nach einem Entwurf des Brückenbau-Spezialisten Gerd Lohmer. Dieser hatte seinem Entwurf die Skizze eines Fabeltieres hinzugefügt, um so bildlich die dem Brückenbogen innewohnenden „animalischen Elemente“ mit gekrümmtem Rücken, Fuß, Kopf und Schweif zu verdeutlichen: „So springt sie über den Hafen, die Drachenbrücke, heute auch Katzenbuckelbrücke genannt.“ Erstellt wurde die Brücke von dem Frankfurter Bauunternehmen Wayss & Freytag. Mit dem Bau der  Brücke wurde 1956 begonnen, und im Jahr darauf zur Bundesgartenschau wurde sie am 18. April eröffnet. Fertiggestellt war sie indes schon drei Wochen zuvor. Der Journalist und Autor Horst Schubert schrieb 1997: „Tausende von Mülheimern mußten daher von Wächtern abgehalten werden, die Brücke vorzeitig zu stürmen.“
Die Kosten betrugen 300.000 Deutsche Mark; da die Ausführung der Brücke in tatsächlicher Drachenform mit Kopf und Schwanz 50.000 Mark teurer geworden wäre, wurde darauf verzichtet. Später erhielt die ursprünglich betonsichtige Brücke einen Schutzanstrich.
Am 19. Mai 1989 wurde die Brücke unter Denkmalschutz gestellt (Nr. 5048 in der Kölner Denkmalliste).

## Geplante Sanierung
Im Jahr 2024 gab die Eigentümerin der Brücke, die Stadt Köln, bekannt, dass die Brücke umfassend saniert werden muss. Zu diesem Zweck wird die Brücke für acht Monate gesperrt. Schon 2022 wurden erste Arbeiten an ihr durchgeführt.